# Ernst Kiel
Ernst Kiel (* 20. April 1924; † 13. April 2016) war ein deutscher Berufsschullehrer und Kommunalpolitiker. Er war von 1984 bis 1987 Präsident des Deutschen Lehrerverbandes.

## Leben und Wirken
Ernst Kiel absolvierte von 1941 bis 1944 eine Ausbildung zum Schiffsingenieur. Von 1945 bis 1947 arbeitete er bei der AEG als Monteur. Danach begann er ein Studium der Pädagogik für berufliche Schulen, das bis 1949 dauerte. In diesem Jahr ging er in den Schuldienst. Er erreichte die Amtsbezeichnung eines Oberstudiendirektors. Seine vier Kinder kamen im Zeitraum 1952 bis 1954 zur Welt.
Kiel war zudem kommunalpolitisch engagiert, von 1969 bis 1984 war er Mitglied, bis 1973 Vorsitzender der CDU-Kreistagsfraktion.
Kiel engagierte sich im Bundesverband der Lehrerinnen und Lehrer an beruflichen Schulen (BLBS) als dessen Vorsitzender und empfahl sich somit als Vizepräsident des kurz zuvor, nämlich 1969, gegründeten Deutschen Lehrerverbandes (DL). 1984 rückte er auf und war bis 1987 Präsident des DL. In seine Präsidentschaft fiel die damals gravierende Junglehrer-Arbeitslosigkeit, der er mit der Einsetzung eines entsprechenden Arbeitskreises innerhalb des Verbandes entgegenzuwirken versuchte.
Sein besonderes Engagement galt der internationalen Arbeit und Kontaktpflege. So war er von 1981 bis 1985 Vizepräsident und von 1985 bis 1989 Präsident der Fédération Internationale des Professeurs de l’Enseignement Secondaire Officiel (FIPESO). „Dort vertrat er“ – wie es im Nachruf des DL heißt – „in einer gelungenen Mischung aus Geradlinigkeit und diplomatischem Geschick die Interessen der Lehrerschaft der allgemeinbildenden und berufsbildenden höheren Schulen.“
1979 erhielt Kiel das Bundesverdienstkreuz. Am 17. Juni 1989 würdigte der Deutsche Lehrerverband die Verdienste des in Velbert beheimateten Ernst Kiel um das Ansehen des Deutschen Lehrerverbandes auf nationaler und internationaler Ebene mit der Ernennung zum Ehrenpräsidenten.

## Veröffentlichungen
- Zusammen mit Martin Dehmlow, Hans Rongen: Fachzeichnen für das Metallgewerbe. Ein Lehr- und Aufgabenbuch. Klett, Stuttgart 1953.
- Zusammen mit Karlheinz Ubrig, Martin Dehmlow: Grundzeichnen für Elektroberufe. Ein Lehr- und Aufgabenbuch. Klett, Stuttgart 1959.
- Diverse Fachaufsätze in Zeitschriften.